# 김영기 (배우)
김영기(1956년 7월 14일 ~ )는 대한민국의 배우이다.

## 생애
1977년 연극 배우로 첫 데뷔하였고, 1979년 TBC 22기로 입사, 1980년 드라마 《달동네》로 방송 활동을 시작하였다.

## 학력
- 동국대학교 연극영화과 학사

## 경력
- 1979년 TBC 22기 공채 탤런트

## 출연

### 방송

#### 드라마
- 1980년 TBC 《달동네》
- 1985년 KBS 1TV 《오성장군 김홍일》
- 1989년 KBS 1TV 《울밑에 선 봉선화》
- 1992년 KBS 1TV 《삼국기》 - 연정토 역
- 1992년 MBC 《마포 무지개》
- 1995년 KBS 1TV 《역사의 라이벌》
- 1995년 KBS 1TV 《김구》 - 김홍일 역
- 1996년 SBS 《형제의 강》 - 이춘섭 역
- 1996년 5월 12일 KBS 1TV 《TV 문학관 - 길 위의 날들》 - 장기복역 모범 귀휴자 순우 역
- 1997년 MBC 《신데렐라》 - 방송 PD 역
- 1997년 KBS 1TV 《결혼 7년》
- 1998년 KBS 1TV 《왕과 비》 - 이세좌 역
- 2000년 SBS 《덕이》 - 양 사장 역
- 2000년 KBS 2TV 《천둥소리》 - 사명대사 역
- 2001년 KBS 2TV 《명성황후》 - 민응식 역
- 2001년 KBS 2TV 《동양극장》 - 홍해성 역
- 2002년 SBS 《야인시대》 - 김기홍 역
- 2002년 KBS 2TV 《KBS 드라마시티 - 내시의 妻》 - 김 내관 / 중원 역
- 2003년 KBS 1TV 《무인시대》 - 자선스님 역
- 2003년 EBS 1TV 《역사극장》 - 조선 인조 역
- 2004년 KBS 1TV 《불멸의 이순신》 - 권율 역
- 2005년 KBS 2TV 《KBS 드라마시티 - 황금숲, 토끼》 - 김 비서 역
- 2007년 KBS 1TV 《대조영》 - 신성 역
- 2008년 KBS 2TV 《대왕 세종》 - 변계량 역
- 2009년 MBC 《밥 줘》 - 강 형사 역
- 2010년 KBS 1TV 《근초고왕》 - 국나호 역
- 2011년 KBS 1TV 《광개토태왕》 - 해모월 역
- 2012년 KBS 1TV 《대왕의 꿈》 - 복신 역
- 2014년 TV조선 《불꽃속으로》 - 사이고 역
- 2015년 KBS 1TV 《징비록》 - 권율[3] 역
- 2015년 KBS 2TV 《장사의 신 - 객주 2015》 - 마치순 역
- 2016년 KBS 2TV 《다시, 첫사랑》 - 백 총장 역
- 2021년 KBS 1TV 《태종 이방원》- 권근 역

### 영화
- 1988년 《돌아이 4 - 둔버기》 - 둔버기 역
- 1991년 《사의 찬미》
- 1998년 《세븐틴》
- 2005년 《종려나무 숲》 - 상봉 역
- 2007년 《화려한 휴가》 - 수습위원 역
- 2013년 《전설의 주먹》 - 형사 역